# José María Sánchez-Ventura y Pascual
José María Sánchez-Ventura y Pascual  (Zaragoza, 28 de septiembre de 1922-Madrid, 22 de mayo de 2017) fue un jurista y político español.

## Biografía

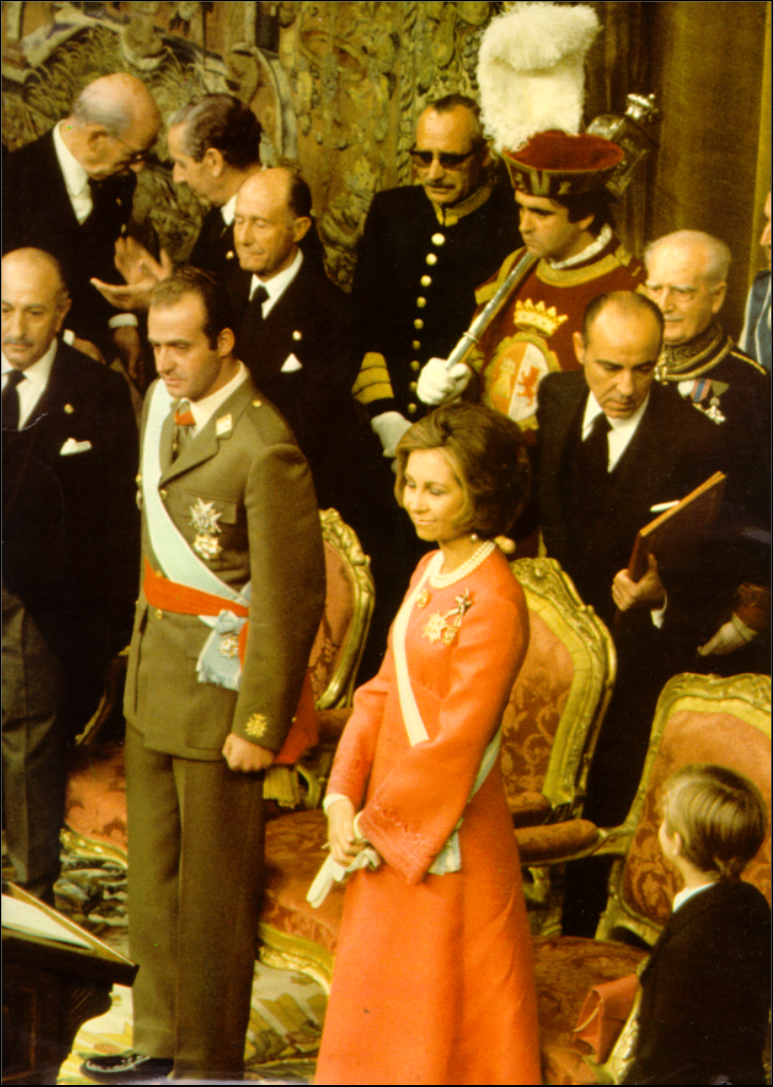
El Ministro de Justicia, José Mª Sánchez-Ventura contempla al futuro Príncipe de Asturias y, posteriormente, Rey de España, Felipe VI.

Hijo del político, jurista y periodista zaragozano José María Sánchez-Ventura y Gastón y de Juana Pascual de Val, estudia Derecho en Zaragoza, licenciándose en 1943. Gana por oposición en 1946 la plaza de Vicesecretario letrado del Banco de Bilbao, fundando tres años después la Mutualidad General de Previsión de la Abogacía, que dirigirá durante veinticinco años. En 1953 gana por oposición una plaza de Notario ocupando despacho en diversas localidades. Entre 1958 y 1961 dirigirá, además, el Colegio Mayor Universitario San Pablo y, entre 1966 y 1970 será Delegado del Gobierno en el Canal de Isabel II de Madrid. Desde 1967 fue presidente del diario “Informaciones”. Es nombrado, en noviembre de 1974,  subsecretario de Información y Turismo. En marzo de 1975 Franco lo nombra ministro de Justicia, cargo que ocupará hasta el fallecimiento de aquel. 
En tal condición de Notario Mayor del Reino, autorizó el acta que acredita la muerte de Franco el 20 de noviembre de 1975, la que declara la constitución del Consejo de Regencia, la que da fe del juramento del rey Juan Carlos I y la que certifica la inhumación de los restos del general Franco en el Valle de los Caídos. Asimismo asistió dando fe del juramento del rey ante las Cortes pocos días después. Tras cesar como ministro el 13 de diciembre de 1975, ejerció como notario en Elche hasta 1980. Desde 1983 hasta 1992 fue notario de Madrid.

## Primeros años y familia
Tercero de los seis hijos habidos en el matrimonio formado por José María Sánchez-Ventura y Gastón y Juana Pascual del Val, ambos de Zaragoza. Su padre, destacada personalidad de la sociedad aragonesa en la primera mitad del siglo XX, fue abogado, director del periódico "El Noticiero" y, entre otros cargos, diputado por la C.E.D.A. (Confederación Española de Derechas Autónomas) en representación de la provincia de Zaragoza en los años 1936-1939, gobernador civil de Teruel (1940-1942) y alcalde de Zaragoza (1946-1948). Su hermano mayor, Francisco Sánchez-Ventura y Pascual, fue un destacado abogado, catedrático de economía e ilustre autor de libros dedicados al fenómeno de las apariciones marianas.
José María Sánchez-Ventura y Pascual realizó los estudios primarios y de bachillerato en el Colegio "El Salvador" de los Padres Jesuitas, en Zaragoza (1928-1939). En 1943 se licenció en la carrera de Derecho en la Universidad de esta misma ciudad.
El 5 de mayo de 1953 contrajo matrimonio con María Dolores García de la Mata Barcón, fallecida el 11 de julio de 2008. El matrimonio tuvo tres hijos: Joaquina, José y Jesús.

## Trayectoria profesional
En 1946 obtuvo el número uno en la oposición de Letrados del Banco de Bilbao y fue adscrito a la Dirección General Adjunta en Madrid, donde trabajó a las órdenes del abogado del Estado e ilustre zaragozano José Bastos Ansart. Con este último fundó, en 1949, la Mutualidad General de Previsión de la Abogacía y en ella desempeñó el cargo de director general, desde la fundación hasta 1974. Por su iniciativa y tenacidad, se creó el papel profesional de la abogacía, para uso en los escritos de los abogados y, a la vez, recurso económico para los mutualistas. 
Al cesar en el cargo, la Mutualidad era ya una importante empresa de seguros profesionales llegando a ser la obra colectiva más importante que, con carácter nacional, había realizado la abogacía española, sirviendo de ejemplo y estímulo para realizaciones similares en varios países de Europa y América.
En relación con el mutualismo y la actividad profesional que Sánchez-Ventura desarrolló durante 25 años, es de destacar su aportación como autor del libro “La seguridad social de la abogacía (25 años de mutualismo español)”. Este trabajo fue galardonado con el primer premio en el concurso internacional organizado con motivo del Primer Congreso de la Seguridad Social de la Abogacía, celebrado en la ciudad argentina de La Plata en 1974. Se hizo una segunda edición de dicho libro para el II Congreso Social de la Abogacía que tuvo lugar en Río de Janeiro en 1977.
En 1955 ganó las oposiciones a Notarías y, en distintos periodos, ocupó la plaza de Notario de Mayorga, Torrelavega, Elche, Leganés y Madrid.
De 1958 a 1961 dirigió el Colegio Mayor Universitario San Pablo, siendo el primero de los antiguos miembros del mismo que alcanzó esa responsabilidad. En esos años fundó, asimismo, la Asociación de Antiguos Colegiales de San Pablo, de la que fue presidente durante 16 años. Tanto el colegio San Pablo como la Universidad CEU fueron obra de la Asociación Católica de Propagandistas, “asociación de laicos que une la vida intelectual y de estudio con la vida de piedad, orientándolas al servicio de la Iglesia”, de cuyo patronato es vocal José Mª Sánchez Ventura.
Periodista por la Escuela Oficial, en 1967 fue, por un corto periodo de tiempo, Presidente del Consejo de Administración del periódico madrileño vespertino “Informaciones”.

## Trayectoria política

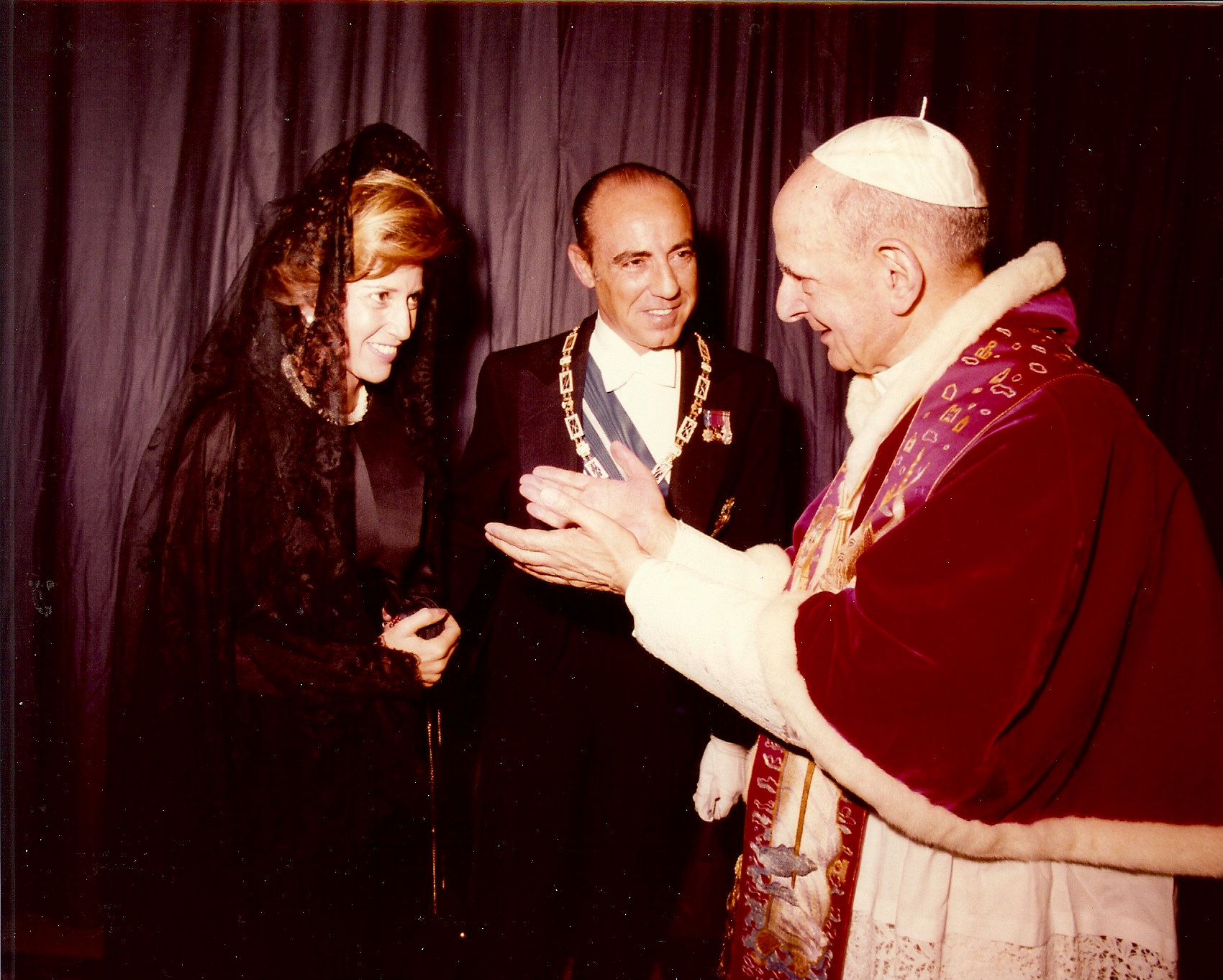
Audiencia con Su Santidad Pablo VI concedida al Representante del Gobierno Español, José Mª Sánchez-Ventura, acompañado por su mujer Dña. Mary Lola García de la Mata, el domingo, 25 de mayo de 1975.

De 1966 a 1970 ejerció el cargo de Delegado del Gobierno en el Canal de Isabel II de Madrid, entidad creada en 1851 para el abastecimiento de agua a la capital de España. Durante ese periodo se duplicó la capacidad de embalse de Madrid. En su mandato, el Canal de Isabel II fue premiado con el título de Empresa Ejemplar, siendo este galardón el primero que se otorgaba a un organismo autónomo del Estado.
En noviembre de 1974, fue nombrado Subsecretario del Ministerio de Información y Turismo siendo Ministro León Herrera Esteban, bajo la Presidencia del Gobierno de Carlos Arias Navarro.
El 4 de marzo de 1975 el presidente Carlos Arias Navarro anunció una recomposición del Gobierno. Eran momentos en que el general Franco ya padecía graves dolencias y se podía vislumbrar un final cercano de su régimen. El Ministro de Justicia Francisco Ruiz Jarabo fue sustituido, el 11 de marzo, por José Mª Sánchez Ventura quien desempeñó el cargo hasta el 13 de diciembre de 1975. Fue, por tanto y como veremos posteriormente, protagonista de excepción de los acontecimientos vinculados con la muerte de Francisco Franco, acaecida el 20 de noviembre de 1975.

## Actuaciones como Ministro de Justicia
Como Ministro de Justicia, sobresalen algunas actuaciones de considerable importancia como las indicadas a continuación:

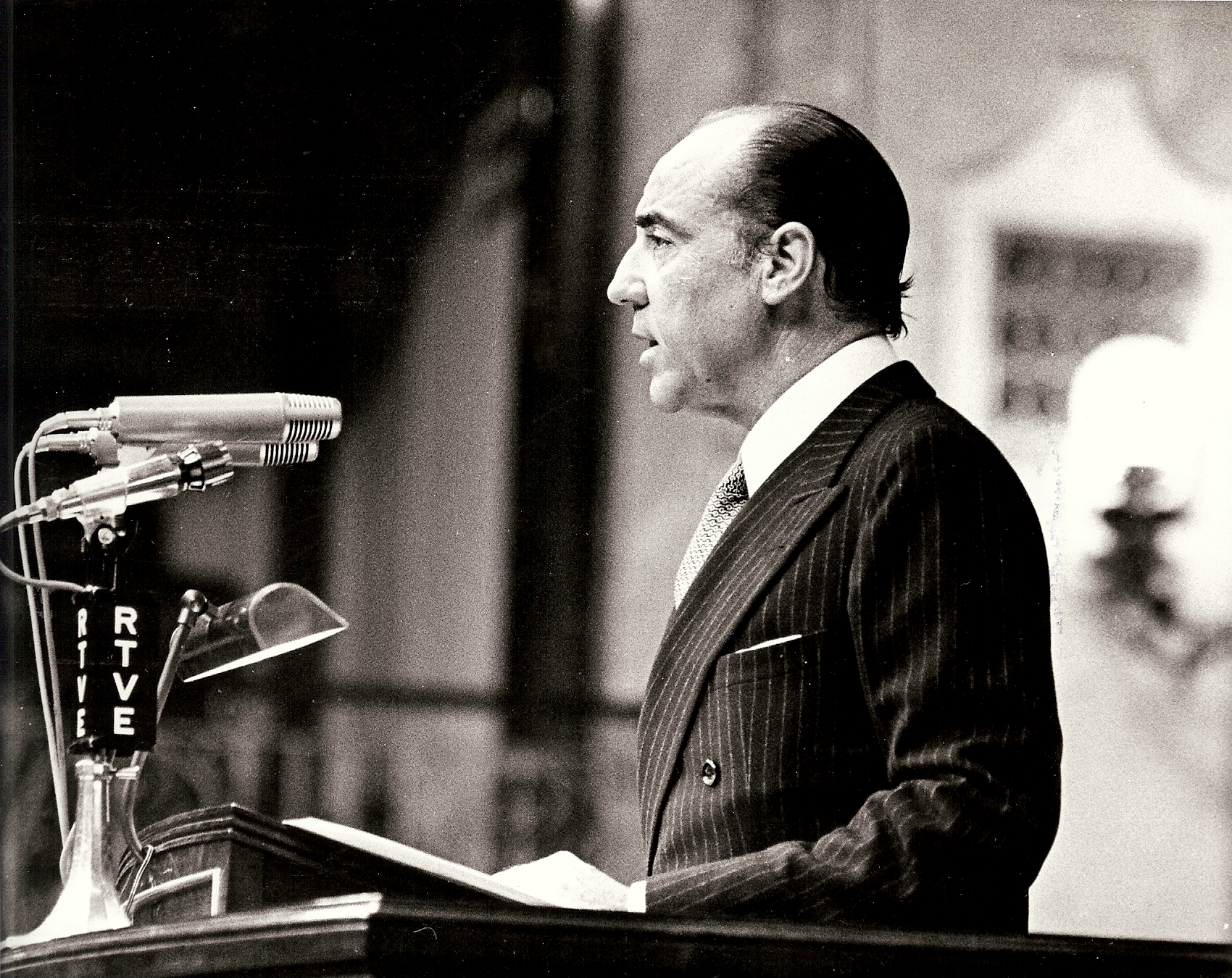
José Mª Sánchez-Ventura, durante su intervención en el Pleno de las Cortes, donde se presentó para su aprobación el proyecto de Ley 14/1975, de 2 de mayo, que supuso el avance más importante en la consideración jurídica de la mujer desde la Constitución de 1931 y el periodo de la Segunda República.

Con la aprobación de la Ley 14/1975, de 2 de mayo se reformaron el Código Civil y el de Comercio en aspectos sustanciales relativos a la situación jurídica de la mujer casada y a los derechos y deberes de los cónyuges. Esta ley contenía la reforma más importante realizada en la materia desde los tiempos del ministro y jurista Manuel Alonso Martínez (1881-1883; 1885-1888). Entre otras importantes innovaciones, se suprimió la necesidad de  licencia marital para contratar por parte de la mujer casada. Ello supuso una verdadera revolución en los usos y costumbres de la sociedad española del siglo XX lo cual constituyó un avance notable en el camino hacia la deseada igualdad jurídica, social y política de hombres y mujeres.
Otra actuación relevante fue la aprobación de la Ley 39/1975, de 31 de octubre sobre designación de letrados asesores en las sociedades mercantiles. Con esta norma se dio satisfacción a una vieja aspiración de los profesionales de la abogacía. Al establecerse la obligatoriedad de la intervención de letrados en las sociedades y empresas de determinadas características o de importancia económica y social se solventaban los problemas derivados de la adopción de acuerdos que, según se decía en el preámbulo de la ley, “por ignorancia de la normativa vigente, dan lugar a actuaciones irregulares que desembocan en innecesarios conflictos ante los Tribunales.”

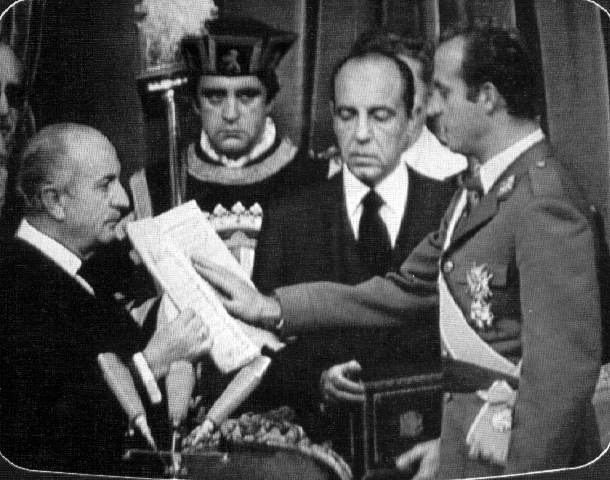
José Mª Sánchez-Ventura, documentó el Juramento del Rey en un Acta Notarial Histórica, que fue la primera en la que un Notario profesional, desde la ley del Notariado de 1862, acreditó un Acto de Toma de Posesión de la Corona de España mediante el tradicional Juramento de los reyes españoles, ceremonial que se viene observando desde los primeros monarcas de los reinos de España, con la única excepción de Juan I.

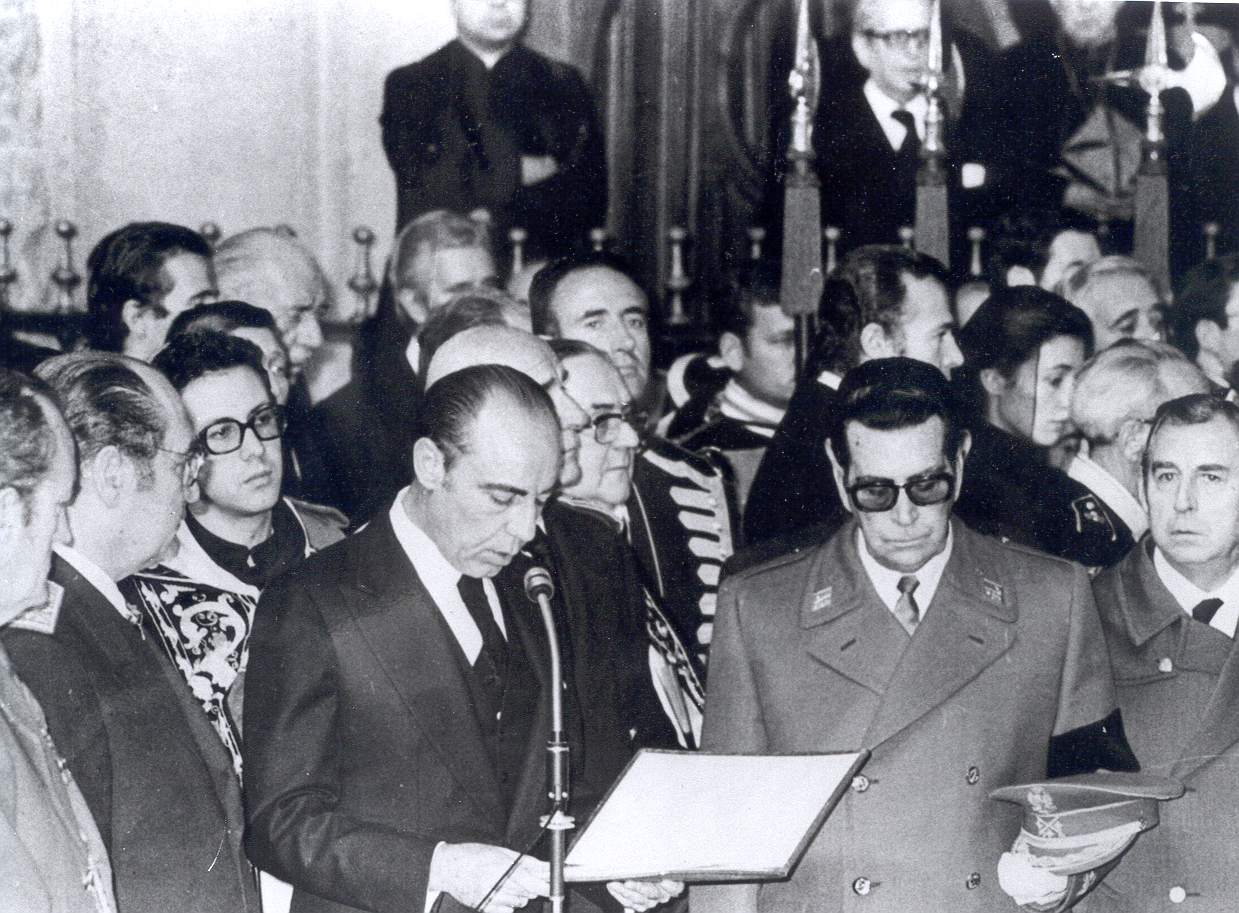
El Ministro de Justicia, en su calidad de notario mayor del Reino, toma juramento a los jefes de las Casas Civil y Militar, Fernando Fuertes de Villavicencio (jefe de la Casa Civil de S. E. e intendente General), el teniente general Ernesto Sánchez-Galiano Fernández, y el teniente general don José Ramón Gavilán y Ponce de Leòn, primer y segundo jefes de la Casa Militar.

En su condición de notario mayor del Reino y como ministro de Justicia, fue quien redactó y autorizó las tres más importantes actas notariales de la historia política de España al iniciarse el último cuarto del siglo XX: (i) la que acredita la muerte de Francisco Franco, el 20 de noviembre de 1975, y simultánea constitución del Consejo de Regencia; (ii) el acta que da fe del juramento del Príncipe de España y su proclamación ante las Cortes Españolas como Rey de España con el nombre de Juan Carlos I de España; y, (iii) el acta que testimonia la inhumación de los restos del general Franco en el Valle de los Caídos, ceremonia presidida por Su Majestad el Rey.
Como primer Ministro de Justicia en el gobierno de la Monarquía propuso, ante el Consejo de Ministros, el Decreto 2940/1975, de 25 de noviembre, por el que se concedía un indulto general con motivo de la proclamación de Su Majestad Don Juan Carlos de Borbón como Rey de España.

## Carrera posterior
Al cesar como Ministro de Justicia se incorporó a la vida profesional privada, ejerciendo de notario en Elche durante cinco años. En 1983 fue nombrado notario de Madrid, donde ejerció hasta el momento de su jubilación en 1992.
Como persona amante del arte en todas sus facetas, en 1991 fundó la Sociedad editorial Forum Artis, que ha publicado la monumental obra en 14 tomos titulada “Diccionario de Pintores y Escultores del siglo XX”.
Desde 1975 fue académico de la Academia Gallega de Jurisprudencia y Legislación. Su discurso de recepción, pronunciado el 14 de julio de 1975, versó sobre "El año internacional de la Mujer y el nuevo Estatuto Jurídico de la mujer casada española".
Fue, por nombramiento del Consejo de Administración del Banco de Bilbao Vizcaya, Defensor del Cliente del Grupo BBV, con competencia extensiva a todas las entidades bancarias, financieras y aseguradoras del mismo, el cual, con la incorporación de Argentaría, pasaría a ser el BBVA.
Fue Patrono de la Fundación Universitaria San Pablo-CEU, de la Universidad CEU San Pablo, de la Universidad CEU Cardenal Herrera y de la Fundación Universitaria Abad Oliva - CEU de Barcelona.
Falleció en Madrid el 22 de mayo de 2017.

## Condecoraciones
Estaba en posesión de varias condecoraciones: 
- Gran cruz de la Orden de Carlos III
- Gran cruz de la Orden del Mérito Civil
- Gran cruz de honor de la Orden de San Raimundo de Peñafort
- Cruz distinguida de 1.ª clase de la Orden de San Raimundo de Peñafort
- Encomienda de la Orden Civil de Alfonso X el Sabio
- Medalla de Plata al Mérito Deportivo
- Medalla de Oro de la Universidad San Pablo CEU.

## Obras
- "Hacia un concepto internacional y unitario del seguro", Madrid, Revista de Derecho Notarial, 1963
- “La seguridad social de la abogacía: 25 años de mutualismo español”, Madrid: [s.n.], Colegio de Abogados, 1974.

- “El año internacional de la mujer y el nuevo estado jurídico de la mujer casada española” (Texto impreso): discurso pronunciado el día 14 de julio de 1975, La Coruña: [s.n.), 1975.

- “Los conceptos de veracidad e información en la publicidad”, (Lección magistral pronunciada en la sesión académica celebrada en el Instituto Nacional de Publicidad con motivo de la entrega de los Premios Nacionales de Publicidad 1976/77, el día 13 de abril de 1977), Madrid, Instituto Nacional de Publicidad, 1977.

- “Semblanza de Fernando Martín-Sánchez Juliá” en Ideas claras: reflexiones de un español actual, Madrid, Biblioteca de Autores Cristianos, 2002, págs. XVU a XCII.

- “Santo Tomás de Aquino, notario mayor de la cristiandad” (Texto impreso) Madrid, Universidad CEU San Pablo, 2006.

- "La alondra seguirá cantando" (reivindicación de José María Pemán en el 25 aniversario de su muerte) en Alfa y Omega (semanario católico de información), n° 503, (15 de junio de 2006).